# Speleochus synstygicus
Speleochus synstygicus är en skalbaggsart som beskrevs av Park 1956. Speleochus synstygicus ingår i släktet Speleochus och familjen kortvingar. Inga underarter finns listade i Catalogue of Life.